# Moteur TU
Pour les articles homonymes, voir TU.
Le moteur TU est un moteur thermique automobile à combustion interne, quatre temps, avec quatre cylindres en ligne et huit soupapes actionnées par l'arbre à cames via les culbuteurs, à distribution par courroie crantée, à bloc en aluminium ou fonte et culasse en aluminium, refroidi par eau, doté d'un vilebrequin cinq paliers, conçu et fabriqué par la Française de mécanique pour le groupe PSA et utilisé par les voitures de marque Peugeot, Citroën, Nissan (Micra), Rover (Rover 114 D) et Proton (Proton Tiara). Ce moteur existe en versions huit et seize soupapes. Sa variante Diesel est dite TUD. Les versions avec blocs en aluminium sont dotées de chemises amovibles, sur les versions avec blocs en fonte les cylindres sont alésés directement dans le bloc.
La puissance des moteurs TU varie de 40 à 125 ch (hors versions de compétition).

## Histoire
Le moteur TU a été introduit en octobre 1986, lors du lancement de la Citroën AX en remplacement du moteur X. Le moteur TU remplacera également le moteur Poissy d'origine Simca-Talbot, sur la Peugeot 309.
Le moteur TU ayant fait ses preuves dans la petite AX, il fut placé sous plusieurs capots Peugeot, comme certains modèles de 205, 206, 106 et 306.  Le moteur TU est une évolution du moteur X. Il est disponible en version essence (TU) et Diesel (TUD). Les cylindrées disponibles en essence sont de 954, 1 124, 1 294, 1 360 et 1 587 cm3, et en Diesel de 1 360 et 1 527 cm3. Le sens de rotation de ce moteur est horaire (côté distribution).
À l'origine, ce moteur avait un bloc en aluminium avec des chemises amovibles. À partir de 1991 au lancement de la Peugeot 106, ce moteur est également disponible avec un bloc en fonte non chemisé, il est nommé « moteur TUF ».
Le jeudi 18 décembre 2014, la Française de mécanique a produit le tout dernier « moteur TU » de l'histoire. En 28 ans, 15 610 192 moteurs fabriqués.
Ses remplaçants sont les moteurs EB et EP.

## Nomenclature
Chaque version de la famille TU est désignée par un type précis, ainsi que par un code à trois caractères associé à ce type (ce code est indiqué sur une plaque rivetée sur le bloc moteur). Exemple : TU3MC (KDX).
Ce type renseigne sur :
- Le carburant utilisé, indiqué par les deux ou trois premières lettres : TU (essence) ou TUD (Diesel).
- La cylindrée, indiquée par le premier chiffre reprenant le chiffre des centaines de la cylindrée réelle : TU3 indique donc moteur essence de 1 360 cm3.
- Les éventuel(le)s lettres ou chiffres figurant à la suite de ces trois ou quatre caractères donnent des indications supplémentaires :
  - F indique que le bloc moteur est en fonte (en aluminium sinon).
  - A désigne une évolution (A pour "Amélioré") d'un moteur précédent.
  - S désigne une version sportive à la puissance majorée par rapport au moteur de base.
  - M indique que l'alimentation s'effectue par injection électronique monopoint (un seul injecteur).
  - J indique que l'alimentation s'effectue par injection électronique multipoint (quatre injecteurs, soit un par cylindre). Suivi d'un 2 ("J2"), il indique la présence de deux soupapes par cylindre ; suivi d'un 4 ("J4" ou "JP4"), il indique la présence de quatre soupapes par cylindre.
  - C indique que l'allumage est de type statique (évolution d'un moteur existant). Suivi d'un P, il indique la présence d'un carburateur piloté (CP) : c'est un dispositif de dépollution se composant d'une thermistance informant un boitier électronique qui agit sur une électrovanne, complété d'un catalyseur avec sonde à oxygène (sonde lambda).
  - TR indique une version à taux de compression réduit d'un moteur existant.
  - K ou /K indique l'absence de catalyseur. C'est une mention facultative.
  - Z ou /Z indique la présence d'un catalyseur. C'est une mention facultative.
  - 2 ou .2 indique la présence d'un carburateur double corps.
  - 4 ou .4 indique la présence de deux carburateurs double corps.

## Versions Essence

### TU9

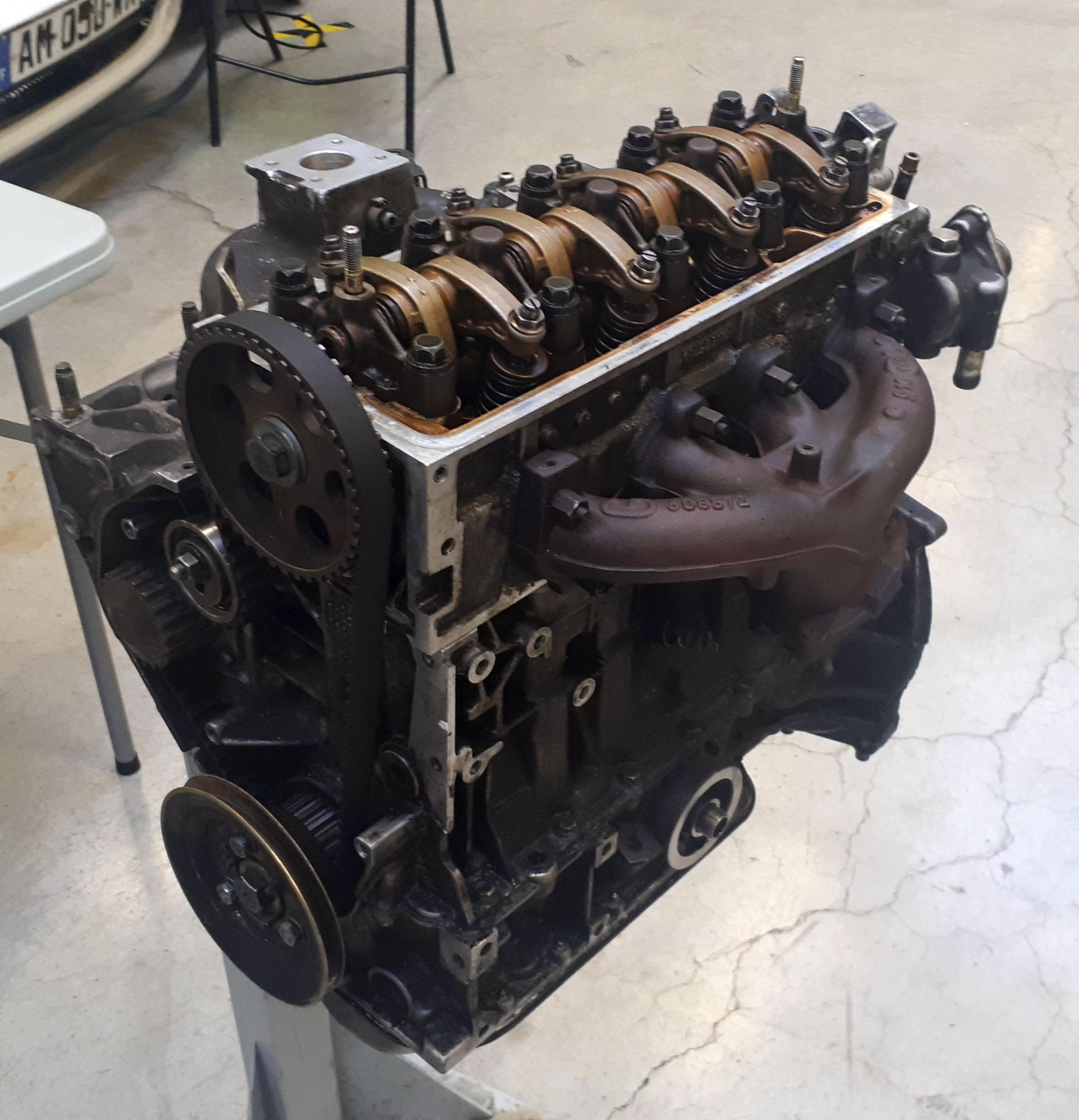
Moteur TU9, vu côté distribution. Sans couvercle cache-culbuteurs.

Ce TU de 954 cm3 est celui de plus faible cylindrée. Son alésage est de 70 mm et sa course de 62 mm. Il existe en cinq versions. Sa puissance maximale est de 40 ch (29 kW), 45 ch (33 kW) ou 50 ch (37 kW) depuis 1992, avec l'adoption de l'injection électronique et d'un catalyseur. Il équipe les versions d'entrée de gamme de la Citroën AX, de la Peugeot 205, de la Peugeot 106 et de la Citroën Saxo. La production a été stoppée sur les Citroën Saxo et les Peugeot 106 avec l'entrée en vigueur de la norme européenne d'émission Euro 3 le 1er janvier 2001.
| Type (code)    | Puissance max ch DIN (kW CEE) à tr/min | Couple max N m à tr/min | Notes                                                                          | Modèles équipés (marchés)        |
| -------------- | -------------------------------------- | ----------------------- | ------------------------------------------------------------------------------ | -------------------------------- |
| TU9 /K (C1A)   | 45 ch (32,5 kW) à 5 200 tr/min         | 74 N m à 2 400 tr/min   | Carburateur, taux de compression normal (9,4)                                  | Peugeot 106, 205 Citroën AX      |
| TU9 /W (C1B)   | 45 ch (32,5 kW)                        |                         | Carburateur, taux de compression normal (9,4)                                  |                                  |
| TU9 TR/K (C3A) | 40 ch (29 kW)                          |                         | Carburateur, taux de compression réduit (8,2)                                  | Citroën AX (Allemagne, Pays-Bas) |
| TU9 ML/Z (CDY) | 45 ch (33 kW)                          |                         | Injection électronique monopoint, catalyseur                                   |                                  |
| TU9 ML/Z (CDZ) | 50 ch (37 kW) à 6 000 tr/min           | 74 N m à 3 700 tr/min   | Injection électronique monopoint,[catalyseur, taux de compression normal (9,4) | Peugeot 106 Citroën AX, Saxo     |

### TU1
Le TU1 a une cylindrée de 1 124 cm3, avec un alésage de 72 mm et une course de 69 mm. La puissance est initialement de 55 ch (40,5 kW), mais elle a été montée à 60 ch (44 kW) en 1992, en adoptant l'injection électronique et un pot catalytique. L'introduction de l'injection multipoint a permis l'adoption de la norme Euro 3, mais la puissance est restée la même (bien qu'il y ait eu une petite augmentation du couple). Ce moteur est en 2009 l'entrée de gamme sur les Citroën C2, C3 et Peugeot 206.
| Type (code)    | Puissance max   | Notes                                                                             | Modèles équipés (marchés)                                               |
| -------------- | --------------- | --------------------------------------------------------------------------------- | ----------------------------------------------------------------------- |
| TU1 /K         | 55 ch (40,5 kW) | carburateur                                                                       | Peugeot 205, 309, Citroën BX (Export), Citroën AX.                      |
| TU1 F2/K       | 60 ch (44 kW)   | carburateur                                                                       |                                                                         |
| TU1 M/Z        | 60 ch (44 kW)   | injection électronique, pot catalytique                                           | Peugeot 106, 205, 306, 309 Citroën Saxo, Citroën ZX                     |
| TU1 M+ (HDZ)   | 60 ch (44 kW)   | injection électronique, pot catalytique, 1 sonde lambda, dépollution L3 (Euro 2)  | Peugeot 106, 205, 306 Citroën AX, Citroën Saxo, Citroën ZX, Citroën C15 |
| TU1 JP (HFX)   | 60 ch (44 kW)   | injection électronique, pot catalytique, 2 sondes lambda, dépollution L4 (Euro 3) | Peugeot 106, 206 Citroën Saxo, C2, C3                                   |
| TU1 A (HFX)    | 60 ch (44 kW)   | injection électronique, pot catalytique, 2 sondes lambda, dépollution L5 (Euro 4) | Peugeot 206/206+ Citroën C2, C3                                         |
| TU1 AE5 (HF01) | 60 ch (44 kW)   | injection électronique, pot catalytique, 2 sondes lambda, dépollution Euro 5      | Peugeot 206+ Citroën C3 II                                              |

### TU24
Le TU24 a une cylindrée de 1 294 cm3, avec un alésage de 75 mm et une course de 73,2 mm. La puissance initiale est de 95 ch (70 kW), motorisant la Citroën AX Sport, mais une version légèrement plus puissante motorise la Peugeot 205 Rallye grâce à des buses de carburateurs plus grosses de 2 mm et des pipes d'admission plus droite.
| Type (code) | Puissance max  | Notes | Modèles équipés (marchés) |
| ----------- | -------------- | --- | ------------------------- |
| TU24        | 95 ch (70 kW)  | Deux carburateurs double corps Weber 40DCOM 8-9 avec buses de 32 mm. Circuit principal : 115 F68 140. Circuit de ralenti 58F28. Circuit starter 40F9 130. Arbre à cames à petits paliers       | Citroen AX Sport          |
| TU24 A/K    | 103 ch (76 kW) | Deux carburateurs double corps Weber 40DCOM 10-11 avec buses de 34 mm. Circuit principal : 145 F68 190. Circuit de ralenti 58F21. Circuit de starter 50F9 150. Arbre à cames à petits paliers. | Peugeot 205 Rallye        |

### TU2
Le TU2(J2/Z) a une cylindrée de 1 294 cm3, avec un alésage de 75 mm et une course de 73,2 mm. La puissance initiale est de 98 ch (72 kW). Il a été créé en 1993 pour la Peugeot 106 Rallye phase 1 uniquement, avec l'utilisation de l'injection électronique Magnetti Marelli et un pot catalytique.
Le TU2J2 reprend "l'esprit" du TU24, c'est-à-dire un bloc moteur léger (aluminium) et une cylindrée 1 294 cm3 pour rentrer dans la classe FIA "N1" de l'époque (cylindrée < 1 300 cm3).
Il se différencie en outre du TU24 par :
- Hauteur de bloc différente (TU24 : 187 mm / TU2J2 : 207 mm) ;
- Bielles : longueur différente (TU24 : 112,3 mm / TU2J2 : 133,6 mm) ;
- Pistons : hauteur d'axe différente ;
- Hauteur des chemises différente (résultant de la hauteur du bloc) ;
- Diamètre des tiges de soupapes différent (TU24 : 8 mm / TU2J2 : 7 mm) ;
- Diamètre des paliers d'AAC différent (TU24 : 42 mm / TU2J2 : 44 mm).

Par conséquent, la culasse est différente entre le TU24 et TU2J2
| Type (code) | Puissance max    | Notes                                                                 | Modèles équipés (marchés) |
| ----------- | ---------------- | --------------------------------------------------------------------- | ------------------------- |
| TU2 J2/Z    | 100 ch (73,5 kW) | injection électronique, pot catalytique, arbre à cames à gros paliers | Peugeot 106 Rallye        |

### TU3

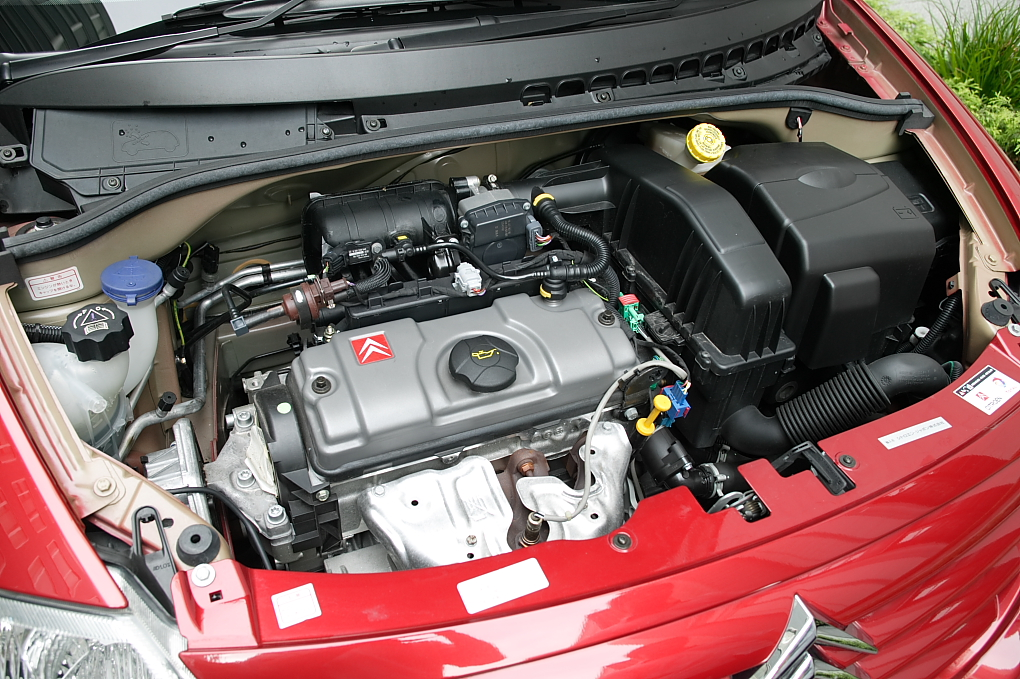
Moteur TU3 d'une Citroën C3.

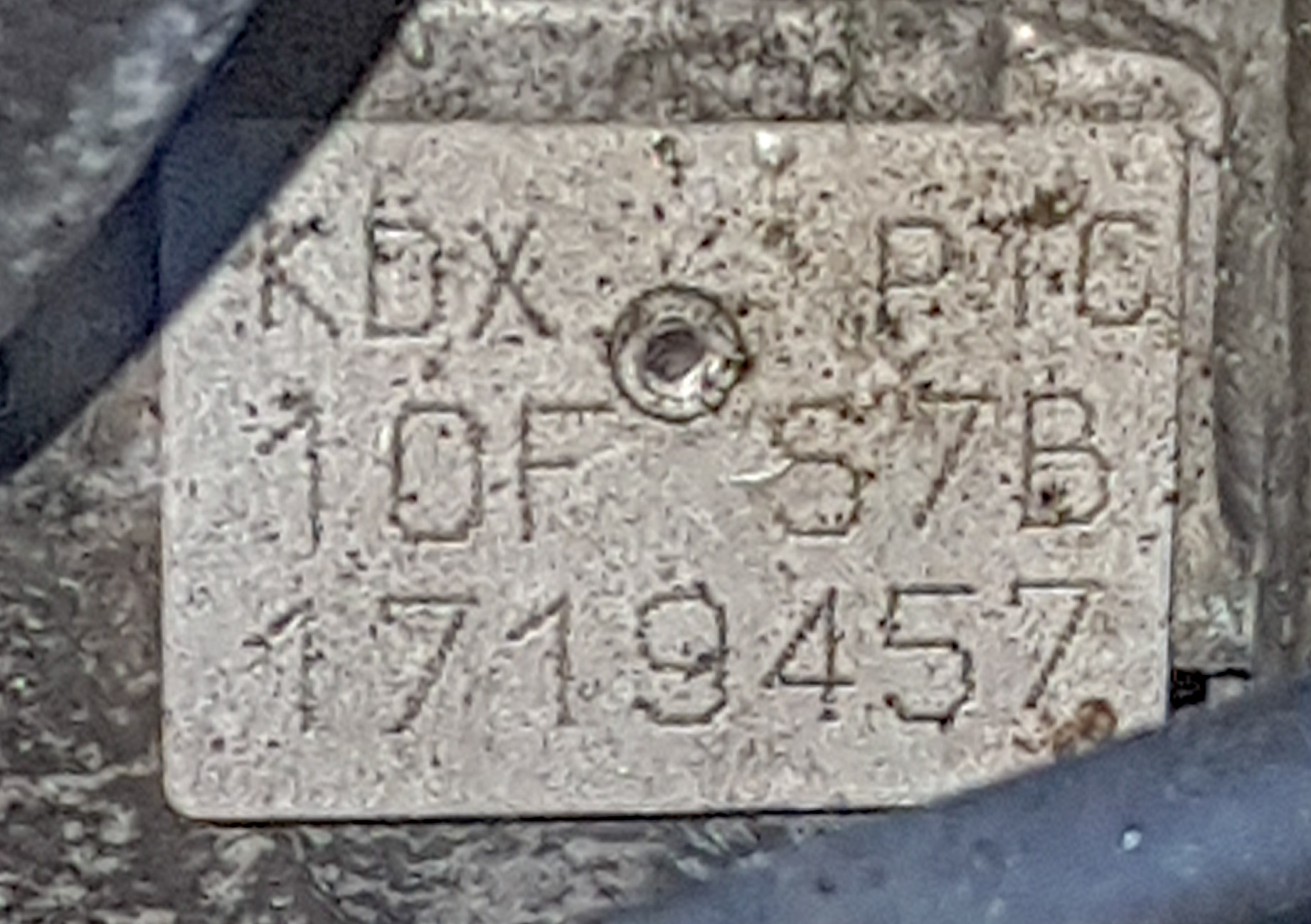
Gravure Moteur provenant d'une Citroën ZX 1.4i Tonic.

Le TU3 a une cylindrée de 1 360 cm3, avec un alésage de 75 mm et une course de 77 mm. Ce moteur est l'un des plus utilisés dans le groupe PSA. À ses débuts, il était disponible avec un carburateur simple ou double corps. L'injection électronique est introduite en 1990 pour la Citroën AX GTI et la Peugeot 106 XSi (en septembre 1991): il est capable de délivrer une puissance de 100 ch (73,5 kW) à 6 800 tr/min (94 ch à 6 600 tr/min dès 1993). Les versions à carburateur ont cédé leur place en 1992 aux versions à injection électronique, tandis que les versions sports ont été arrêtées en 1996.
| Type (code)   | Puissance max  | Notes | Modèles équipés (marchés)                                               |
| ------------- | -------------- | --- | ----------------------------------------------------------------------- |
| TU3 A         | 65 ch (48 kW)  | carburateur                                                                                                  | Peugeot 309, 405                                                        |
| TU3 A (K1G)   | 70 ch (53 kW)  | carburateur                                                                                                  | Citroën BX Peugeot 205                                                  |
| TU3 A (autre) | 75 ch (55 kW)  | carburateur double corps, pot catalytique                                                                    |                                                                         |
| TU3 A/K       | 70 ch (51 kW)  | carburateur                                                                                                  | Citroën AX Peugeot 205, 309                                             |
| TU3 F2/K      | 75 ch (55 kW)  | carburateur double corps                                                                                     | Citroën ZX Peugeot 106                                                  |
| TU3-2 (K5A)   | 75 ch (55 kW)  | injection | Citroën Berlingo                                                        |
| TU3 FJ2/K     | 100 ch (73 kW) | injection électronique, bloc en fonte, arbre à cames a gros paliers                                          | Citroën AX GTi Peugeot 106 XSi                                          |
| TU3 FJ2/Z     | 95 ch (69 kW)  | injection électronique, pot catalytique, bloc en fonte, arbre à cames a gros paliers                         | Citroën AX GTi Peugeot 106 XSi                                          |
| TU3 JP (KFX)  | 75 ch (55 kW)  | injection électronique, pot catalytique                                                                      | Citroën Saxo, C3, ZX, Citroën Berlingo Peugeot 106, 206, 306, 307, 1007 |
| TU3 M (KDY)   | 75 ch (55 kW)  | injection électronique, pot catalytique                                                                      | Citroën AX, ZX Peugeot 106, 205, 309                                    |
| TU3 MC (KDX)  | 75 ch (55 kW)  | injection électronique, pot catalytique, allumage jumo-statique, gestion Bosch MA 3.0                        | Peugeot 106, 205, 306 Citroën ZX                                        |
| TU3 MZ (KDZ)  | 75 ch (55 kW)  | injection électronique, pot catalytique, allumage par distributeur à avance centrifuge, gestion Bosch MA 2.2 | Peugeot 205                                                             |
| TU3 S (K2A)   | 85 ch (62 kW)  | carburateur double corps                                                                                     | Citroën AX GT Peugeot 205, 309                                          |

À noter qu'il existe aussi un moteur TU3JP4 (1 360 cm3, 16 soupapes, 90 ch, Injection électronique), mais pour des questions d'harmonisation de la gamme des noms de moteur (à l'époque l'entrée des moteurs EP), celui-ci s'appelle un ET3 J4, et été proposé notamment dans les Peugeot 206, 207, 307, 1007 et Citroën C2, C3 stop&start et C4.

### TU5
Le TU5 a une cylindrée de 1 587 cm3, avec un alésage de 78,5 mm dans un bloc en fonte et une course de 82 mm. Il apparait en mars 1994 sur la Peugeot 306.
Il prend le relais du moteur XU5 de 1 580 cm3 mais ne le remplace dans aucun véhicule existant, car tous les modèles équipés du XU5 le conservent jusqu'à leur fin de production sans jamais recevoir le TU5 (exemples : 205, 309, 405, ZX notamment).
| Type (code)       | Puissance max | Notes                                                                                 | Modèles équipés (marchés)                                                                                  |
| ----------------- | ------------- | ------------------------------------------------------------------------------------- | --- |
| TU5 JP (NFZ)      | 90 ch         | injection, pot catalytique, 1 sonde lambda, dépollution L3 (Euro 2)                   | Peugeot 106, 206, 306 Citroën Saxo, Xsara                                                                  |
| TU5 JP4B (NFR)    | 90 ch         | 16 soupapes, pot catalytique, 2 sondes lambda, dépollution L5 (Euro 4)                | Citroën Berlingo Peugeot Partner                                                                           |
| TU5 JP+ (NFT)     | 100 ch        | injection, pot catalytique, 2 sondes lambda, dépollution L4 (Euro 3)                  | Citroën Saxo VTS à partir de 2000 / Xsara Picasso Peugeot 306 cabriolet                                    |
| TU5 J2 (NFW)      | 103 ch        | injection, pot catalytique, 1 sonde lambda, dépollution L3 (Euro 2)                   | Peugeot 106 Rallye phase 2                                                                                 |
| TU5 J2 (NFY)      | 105 ch        | injection, pot catalytique, 1 sonde lambda, dépollution L3 (Euro 2)                   | Peugeot 106 XSi à partir de 1994 (AM95)                                                                    |
| TU5 JP4 (NFU)     | 110 ch        | 16 soupapes, pot catalytique, 2 sondes lambda, dépollution L4 (Euro 3) ou L5 (Euro 4) | Citroën Xsara / Xsara Picasso / C2 / C3 / C4 / Berlingo Peugeot 206 / 207 (AM 2006) / 307 / 1007 / Partner |
| TU5 J4 / L3 (NFX) | 120 ch        | 16 soupapes, pot catalytique, 1 sonde lambda, dépollution L3 (Euro 2)                 | Peugeot 106 S16 / Citroën Saxo VTS 16V jusqu'à 2000                                                        |
| TU5 J4 / L4 (NFX) | 120 ch        | 16 soupapes, catalyseur, 2 sondes lambda, dépollution L4 (Euro 3)                     | Peugeot 106 S16 / Citroën Saxo VTS 16V à partir de 2000                                                    |
| TU5 JP4S (NFS)    | 125 ch        | 16 soupapes, pot catalytique, 2 sondes lambda, dépollution L4 (Euro 3) ou L5 (Euro 4) | Citroën C2 VTS                                                                                             |

### EC5
Le TU5JP4 sert de base à ce nouveau type qui équipe principalement les véhicules destinés aux marchés émergents, il dispose de nouveaux arbres à cames et d’un calage variable de l’admission VVT.
| Type (code) | Puissance max | Notes                                                             | Modèles équipés (marchés)               |
| ----------- | ------------- | ----------------------------------------------------------------- | --------------------------------------- |
| EC5 (NFP)   | 115 ch        | 16 soupapes, pot catalytique, 2 sondes lambda, dépollution Euro 5 | Citroën C-Elysée Peugeot 301 Fiat Doblo |
| EC5F (NFP)  | 115 ch        | 16 soupapes, pot catalytique, 2 sondes lambda, dépollution Euro 6 | Citroën C-Elysée Peugeot 301            |

## Versions Diesel

### TUD

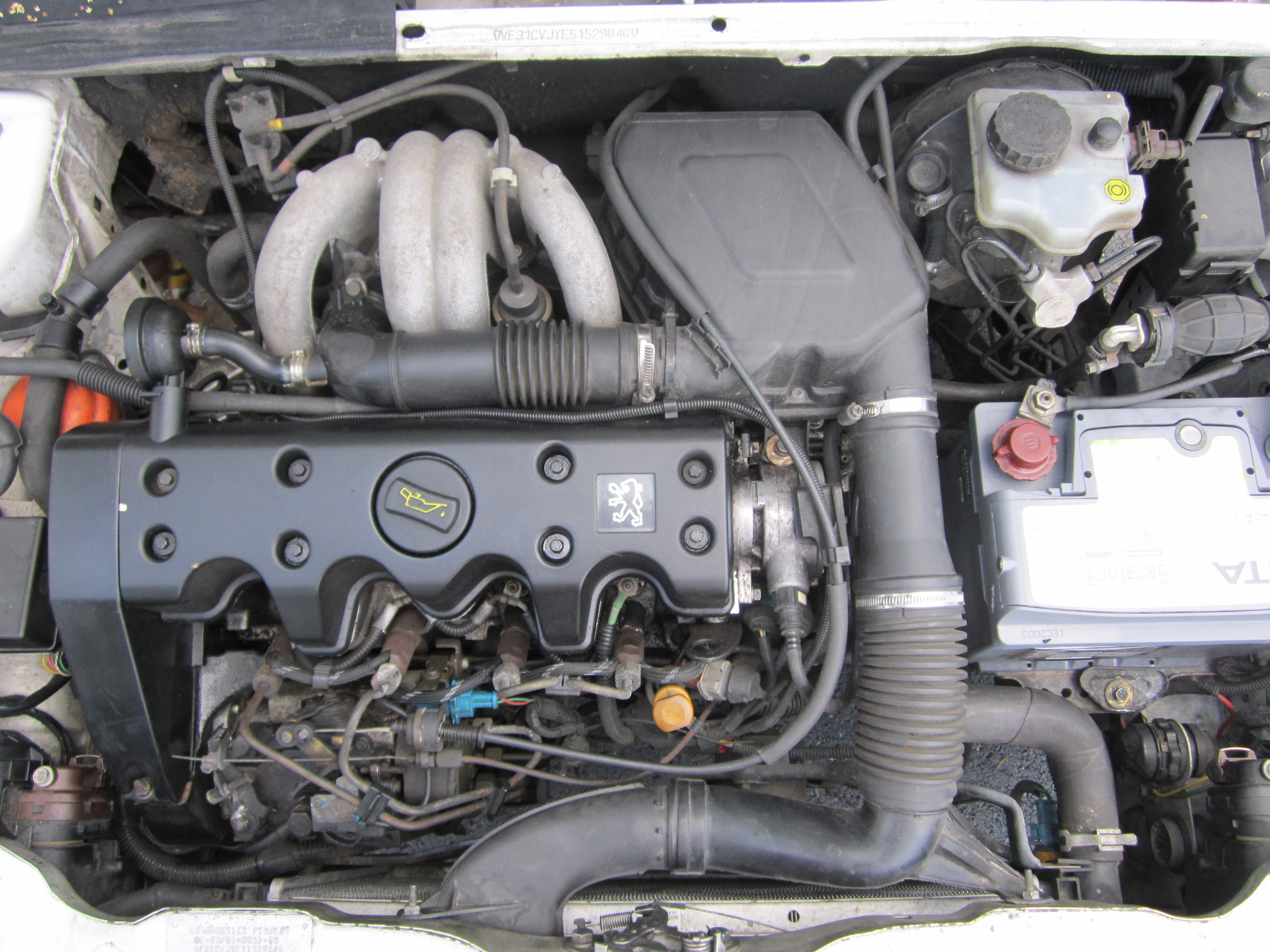
Moteur TUD5 dans une Peugeot 106.

| Type (code)    | Cylindrée | Alésage x Course | Puissance max | Notes                   | Modèles équipés (marchés)                                                                             |
| -------------- | --------- | ---------------- | ------------- | ----------------------- | --- |
| TUD3           | 1 360 cm3 | 75,0 × 77,0      | 53 ch         | Diesel                  | Peugeot 106 Citroën AX, ZX (Portugal) Gaz'aile 2 Rover 114                                            |
| TUD5 (VJY VJZ) | 1 527 cm3 | 77,0 × 82,0      | 58 ch         | Diesel, pot catalytique | Peugeot 106 Citroën AX, Saxo, Citroën Xsara (Portugal), Citroën ZX Nissan Micra Lada Samara Rover 115 |